# Prostitución en Irlanda

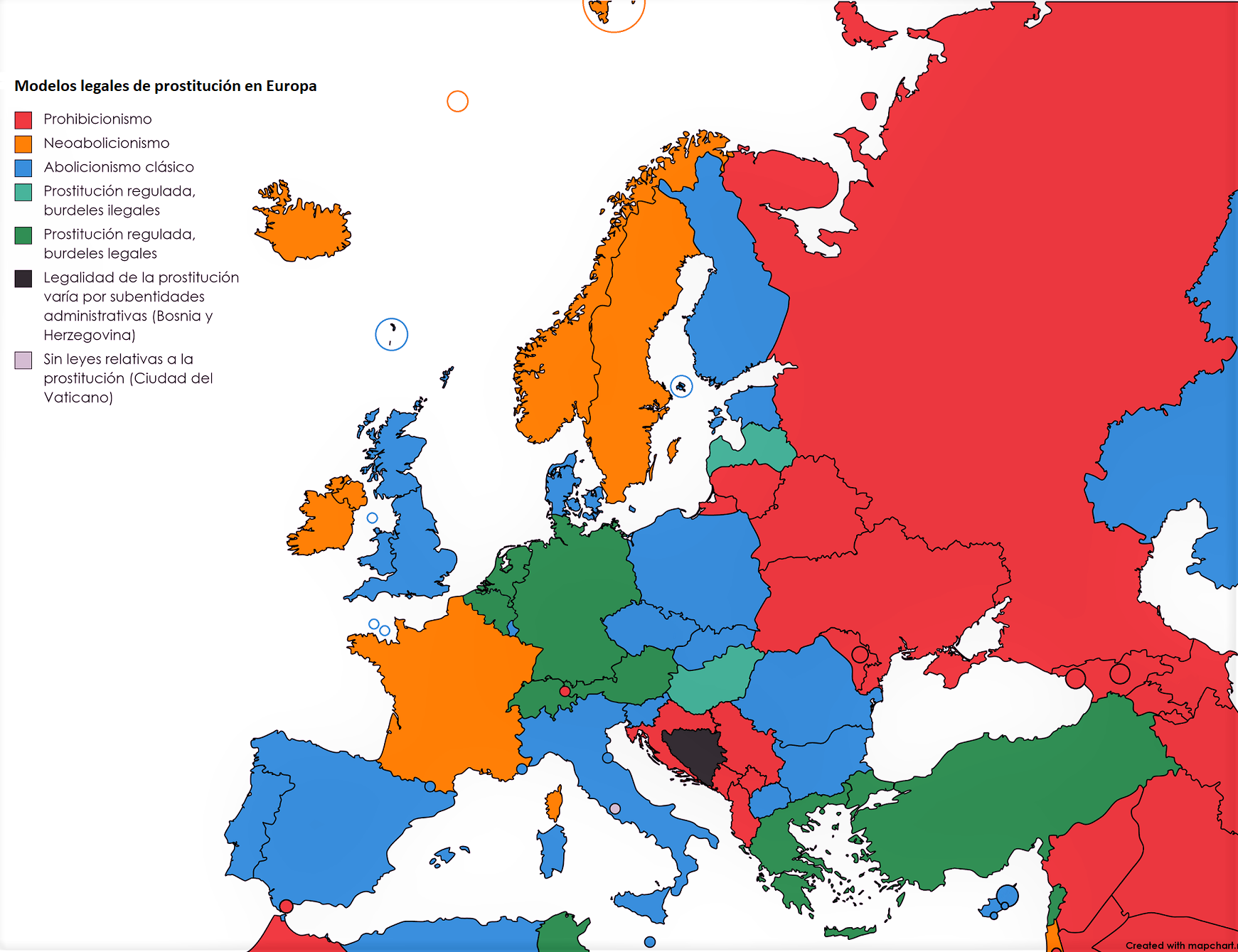
Prostitución en Europa. En naranja, el modelo neoabolicionista de la prostitución, en el que la venta de servicios es legal pero su compra ilegal, al que pertenece, entre otros países, Irlanda.

La prostitución en Irlanda es legal. No obstante, desde marzo de 2017, la compra de servicios sexuales está considerado delito. La participación de terceros (como la explotación de burdeles y otras formas de proxenetismo) también es ilegal. Desde que entró en vigor la ley que penaliza a los clientes, con el propósito de reducir la demanda de prostitución, el número de procesamientos por compra de sexo aumentó de 10 a 92 entre 2018 y 2020. En un informe del Programa de Investigación sobre Explotación Sexual de la Universidad Colegio Dublín se calificó dicho avance como "un comienzo prometedor para interrumpir la demanda de prostitución".
La mayor parte de la prostitución en Irlanda tiene lugar en lugares cerrados. La callejera ha disminuido considerablemente en el siglo XXI, y la gran mayoría de las mujeres que la realizan se anuncian por Internet.

## Historia

### SigloXVIII
La prostitución era muy visible en el Dublín del siglo XVIII, centrándose en Temple Bar y reflejándose todo el espectro de clases socioeconómicas, desde las prostitutas callejeras, pasando por los burdeles organizados, hasta las cortesanas de clase alta, que a menudo eran hijas ilegítimas de la clase alta. Un ejemplo conocido fue Margaret Leeson. El papel de la prostituta en la Irlanda del siglo XVIII era, al menos en parte, producto del doble rasero de la sexualidad femenina. Típica de ello era la forma en que se consideraba que las enfermedades venéreas eran contagiadas por las prostitutas y no por sus clientes, en su mayoría hombres. Las prostitutas irlandesas eran con frecuencia víctimas de la violencia contra las mujeres. En esta época surgieron las primeras campañas de "rescate" con Lady Arabella Denny y los asilos de Magdalena. Éstos ofrecían refugio, pero a cambio exigían trabajos serviles y penitencia.
La madame más famosa del Dublín de 1700 fue la presunta asesina en serie Dorcas "Darkey" Kelly, que regentaba el kip house Maiden Tower en Copper Alley, junto a Fishamble Street, en el suroeste de la capital. Condenada por asesinar y descuartizar al zapatero John Dowling el día de San Patricio de 1760, Kelly fue ejecutada mediante ahorcamiento parcial y quema en la hoguera en Gallows Road el 7 de enero de 1761. Tras su ejecución fue despertada por prostitutas en Copper Alley; trece de ellas fueron arrestadas por desorden y enviadas a la prisión de Newgate, en Dublín.
El Cuartel Real de Dublín se terminó de construir en 1702 y la calle Barrack, que pasaba justo por delante, se asoció con el trabajo sexual a lo largo de los siglos. Al igual que en la mayoría de las ciudades de guarnición de Irlanda, la prostitución proliferó en las zonas aledañas a los cuarteles, ya que los habitantes empobrecidos de las ciudades y pueblos gravitaban hacia los soldados, que recibían unos ingresos constantes. La zona era comparable a la de Monto, en Dublín, cuyas actividades alcanzaron su cenit durante el periodo comprendido entre 1860 y 1950 y a cuyos beneficios también contribuyó el enorme número de guarniciones del ejército británico que hubo en la ciudad a lo largo de los siglos. En 1837, 135 años después de que se establecieran los cuarteles, un visitante describió la zona como "una hilera de burdeles y casas públicas de baja categoría" y "llena de la pandilla más abandonada de pícaros y prostitutas que incluso todo Dublín, con su infeliz preeminencia en esa especie de población, puede producir". A finales del siglo XIX, la calle fue elegida como ubicación para el primer plan de viviendas de la Corporación de Dublín, debido al coste más barato de comprar terrenos en zonas con problemas sociales de larga data.

### SigloXIX
La evolución de la cultura irlandesa tras el éxito de la lucha por la emancipación católica entre 1780 y 1829 supuso una redefinición de la condición de la mujer. La Iglesia católica irlandesa comienza por fin a reconstruirse tras siglos de persecución religiosa y frente a la continua discriminación religiosa y la miseria masiva provocada por los terratenientes angloirlandeses. El resultado fue una creciente romantización de los sacerdotes, monjes, monjas y familias católicas sobrias y trabajadoras, por un lado, y una hostilidad extrema hacia los hombres rastreros y las mujeres caídas, incluidas las prostitutas, cuyas vidas habían arruinado, por el otro.
Al escribir a mediados de la década de 1960 sobre el escritor de principios del siglo XIX William Carleton, un católico irlandés convertido al protestantismo, Frank O'Connor expresó la creencia de que Carleton degradó su enorme talento literario al convertirse en propagandista anticatólico de la Iglesia de Irlanda, controlada por el Estado. O'Connor explicó, sin embargo, que en la Irlanda de la época victoriana, los lectores protestantes demandaban historias que demonizaran incondicionalmente al catolicismo romano y deshumanizaran a sus adeptos, mientras que los lectores católicos preferían el romanticismo y "no querían leer nada sobre sí mismos que no fuera melaza". Como resultado, los escritos de Carleton se veían invariablemente "divididos por luchadores de facción que deseaban que escribiera desde un punto de vista distorsionado u otro".
Mientras tanto, las "Wrens of the Curragh", por ejemplo, eran un grupo de unas sesenta mujeres que trabajaban como "seguidoras de campamento" para la guarnición del ejército británico en el campamento de Curragh, en el condado de Kildare. Tanto el neopuritanismo de la época victoriana, arraigado en el ascenso y crecimiento de una clase media fuertemente evangélica, como el creciente temor a las enfermedades venéreas, en particular como amenaza para las fuerzas armadas británicas, condujeron a la introducción de una serie de leyes sobre enfermedades contagiosas en la década de 1860. Estas leyes permitían a las fuerzas del orden británicas detener a cualquier mujer sospechosa de prostitución y obligarla a someterse a un examen médico para detectar enfermedades venéreas. Como en muchos otros países, la oposición a estas leyes sirvió para movilizar a los movimientos feministas emergentes. Anna Haslam en Dublín e Isabella Tod en Belfast, ambas de la Ladies National Association, organizaron la oposición y el reconocimiento no sólo de la difícil situación de estas mujeres, sino también de las causas fundamentales.
Uno de los prostitutos más famosos tanto en Irlanda como en el Reino Unido durante la segunda mitad del siglo XIX fue el dublinés John Saul, también conocido como Jack Saul o "Jack de Dublín", que protagonizó dos grandes escándalos homosexuales de la época, además de aparecer como personaje en dos obras de literatura pornográfica de la época. Saul era considerado "notorio en Dublín y Londres" y "se hizo tristemente célebre por el sensacional testimonio que dio en el escándalo de Cleveland Street", que se publicó en periódicos de todo el mundo. Su vida y su carrera han sido objeto de análisis y especulaciones por parte de los estudiosos, entre otras razones por la escasez de información sobre la vida y las perspectivas de los prostitutos de la época. Saul se definía a sí mismo como "un Mary-Ann profesional", un eufemismo de la época para referirse a un chico de alquiler, y afirmaba: "He perdido mi carácter y no puedo vivir de otra manera. De vez en cuando hago trabajillos para diferentes gays".

### SigloXX
Se calcula que en Dublín había 17 000 mujeres trabajando como prostitutas, y otros 8 burdeles en Cork. El comercio sexual de Dublín se centraba en gran medida en el distrito de Monto, conocido como el mayor barrio rojo de Europa. Gran parte de la demanda procedía del gran número de militares del ejército británico estacionados en Irlanda en aquella época.
Sin embargo, en la colección de historia oral Dublin Tenement Life, de Kevin Kearns, comenta que muchas de las prostitutas del Monto habían sido, como Philomena Lee, solteras y embarazadas, y fueron repudiadas tanto por sus familias como por los padres de sus bebés. Aunque los dublineses de clase media y de los suburbios las consideraban putas, los residentes empobrecidos pero devotamente católicos de los conventillos del Monto se referían a las prostitutas como "chicas desafortunadas" y entendían que habían recurrido a la prostitución como último recurso. Según Kearns, "por lo general, las chicas eran jóvenes, atractivas y conocidas por su generosidad, especialmente con los niños de los barrios bajos".
Billy Dunleavy, que creció en Monto durante la guerra de Independencia irlandesa recordaría más tarde: "Era una vida dura para las chicas. Eran todas chicas de campo que se metían en líos y allí acababan. Una chica (soltera) con un bebé, tenía problemas... con los hijos de los granjeros. Había un convento por allí y las encerraban doce meses con las monjas. Lo pasaron muy mal. Fregando suelos y todo lo demás y las monjas encima de ellas. Oh, las chicas del campo lo pasaban fatal, por eso todas las chicas estaban, 'en la ciudad'. Ahí es donde terminaban. Las madames las vestían con ropas nuevas, ésa era la atracción".
Según Kearns, "las madames, varias de las cuales se convirtieron en figuras legendarias del folclore dublinés, eran mujeres de Dublín. Eran mujeres de negocios, duras y astutas, que ejercían un estricto control maternal. Vestían a sus chicas, las alojaban y se llevaban un alto porcentaje de sus ganancias. Muchas de las kip-houses también vendían bebida ilegalmente, lo que facilitaba separar a un hombre de su dinero... Varias madames se hicieron muy ricas, llevaban joyas caras, tenían coches e incluso enviaban a sus hijos a prestigiosos colegios en el extranjero. Algunas eran posesivas con sus chicas hasta el punto de mantenerlas prácticamente encerradas en casa durante periodos".
Los creyentes en el republicanismo irlandés tendían a ver la prostitución y las enfermedades venéreas como el resultado natural del dominio británico, el imperialismo lingüístico y el colonialismo, que se resolverían con la independencia irlandesa, el renacimiento de la lengua y la descolonización. En consecuencia, los republicanos suponían que las secuelas de la guerra de Independencia irlandesa provocarían automáticamente el fin de Monto como barrio rojo. En realidad, aunque la marcha de la guarnición del ejército británico dañó gravemente la viabilidad financiera, la prostitución organizada continuó en Monto.
Irónicamente, el movimiento contra la prostitución comenzó en contra del criptocalvinismo o jansenismo dominante en la Iglesia católica irlandesa y de la intensa y generalizada hostilidad de la clase media irlandesa hacia los rastrilladores, las prostitutas y todas las demás mujeres supuestamente "caídas".
Entre 1921 y 1925, Frank Duff, fundador de la Legión de María, y el padre R.S. Devane, que abogaban por la purificación social de la cultura irlandesa, lanzaron una campaña para cerrar los kip-houses y limpiar el Monto. Al igual que San Vitalis de Gaza antes que ellos, Duff y Devane iniciaron una campaña de ayuda a las prostitutas que vivían en condiciones a menudo brutales e inhumanas en los kip houses. Como parte de esta labor, Duff fundó el albergue Sancta Maria, una casa segura para antiguas prostitutas a las que la Legión de María ayudaba a huir de sus kip keepers y comenzar una nueva vida. Tras la Guerra de Independencia, Duff también convenció al primer comisario católico de la Policía Metropolitana de Dublín, el ex general del ejército irlandés W. R. E. Murphy, para que pusiera en marcha una campaña de mano dura. Las redadas se saldaron con 120 arrestos y el general Murphy anunció el cierre de todos los burdeles que quedaban tras las redadas masivas el 12 de marzo de 1925.
En Dublín continuó existiendo la prostitución, incluidos pequeños kip-houses que se hacían pasar por pubs y operaban discretamente mientras pagaban dinero por protección a políticos irlandeses corruptos y a las fuerzas del orden. Entre ellos se encontraban el Cozy Kitchen, en North King Street, y el Café Continental, en Bolton Street, ambos regentados por Dolly Fawcett, que permanecieron abiertos hasta bien entrada la década de 1950.
Según Noelle Hughes, residente en Northside, que conoció a Dolly Fawcett a los setenta años, The Cozy Kitchen estaba situado en el sótano de una casa de vecindad en el número 2 de North King Street y lo regentó Stephen Fawcett, hijo de Dolly, hasta que cerró en 1957. El otro hijo de Dolly regentaba el Continental en Bolton Street. Según el guardia retirado Paddy Casey, el Café Continental estaba situado junto a la Escuela Técnica de Bolton Street.
Hughes recordó más tarde: "Las chicas estaban por allí, en el mostrador, y un hombre empezaba a charlar con ellas. La mayoría eran chicas del campo, de diecisiete a treinta años. No eran prostitutas de clase alta ni nada parecido, eran plebeyas normales y corrientes. Supongo que cobraban unas dos libras. Llevaban a los tipos a un piso. O lo llevaban a un callejón o a la parte de atrás, a algún sitio así. Todo el vecindario lo sabía, todo Dublín lo sabía, porque los marineros de los barcos solían ir mucho por allí. Hombres, venían de los muelles y de todas partes. La mayoría eran forasteros, porque los vecinos no tenían dinero".
Hughes continúa: "La policía hizo una redada un par de veces, pero les dieron la espalda. Había sobornos todo el tiempo, sobornos a los policías. Hubo un par de discusiones sobre el cierre, pero nunca se concretó nada. Al final se cerró y los Fawcett se fueron a Inglaterra".
Pero, en su mayor parte, la prostitución en Irlanda se desplazó de forma abrumadora a mujeres individuales que se ofrecían a vender servicios sexuales a los automovilistas que pasaban por allí mientras caminaban por las calles urbanas.
Pasó medio siglo antes de que el crimen organizado no policial ni político volviera a dominar la prostitución irlandesa. Hasta entonces, las prostitutas callejeras seguían intrínsecamente ligadas al submundo criminal de Dublín. Las décadas de 1920 y 1930 también fueron testigos de una nueva era en la moralidad tanto de la Iglesia como del Estado y de una creciente censura en la República de Irlanda. Se afirma que los manicomios de la Magdalena se convirtieron en centros punitivos y "encarcelaron" a madres solteras, algunas durante toda su vida, hasta que el último manicomio cerró en 1996.
Sin embargo, según un comentario detallado escrito por William A. Donohue, presidente de la Liga Católica por los Derechos Religiosos y Civiles, un grupo estadounidense de defensa contra el anticatolicismo, y publicado en julio de 2013, Donohue escribió: "Nadie fue encarcelada, ni obligada contra su voluntad a quedarse. No hubo trabajo esclavo, todo es mentira". Alegó que las mujeres de los manicomios eran, "prostitutas, y mujeres vistas como candidatas probables para la 'profesión más antigua del mundo'. Las mujeres solteras, especialmente las que daban a luz fuera del matrimonio, eran candidatas probables". Contrariamente a lo que se ha informado, las lavanderías no se impusieron a estas mujeres: fueron una respuesta realista a un problema social creciente [la prostitución]".
Sin embargo, el albergue Regina Coeli, inaugurado en Dublín en 1930 tras la cruzada de la Legión de María contra los kip-keepers del Monto, reflejaba la convicción de su fundador, Frank Duff, de que había que enseñar a las madres solteras a mantener y criar a sus hijos. Sin embargo, al hacer esto, Duff y la Legión de María desafiaban el consenso establecido en una época en la que la cultura irlandesa seguía siendo muy jansenista, que sostenía que los hijos de madres solteras debían ser protegidos del estigma de su ilegitimidad dándolos en adopción lo antes posible.
La Ley de Enmienda del Derecho Penal de 1935 prohibió la anticoncepción y exigió que los casos de delitos sexuales se juzgaran a puerta cerrada e impidió la cobertura mediática. En la década de 1950 se prestó mucha atención pública a la difícil situación de las mujeres irlandesas que trabajaban como prostitutas en Inglaterra. No se las presentaba como mujeres "caídas", sino más bien como inocentes atraídas por el mal. El Movimiento de Liberación de la Mujer de la década de 1970 contribuyó a sacar a la luz esta doble moral. 
Cabe destacar la historia de June Levine, que colaboró con Lyn Madden, una antigua trabajadora del sexo de Dublín durante veinte años en la décadas de 1970 y 1980, para escribir Lyn: A Story of Prostitution (1987). Madden fue testigo de cómo su proxeneta, John Cullen, prendía fuego a la casa de Dolores Lynch, antigua prostituta y activista por los derechos de la mujer. Lynch, su anciana madre y su tía perecieron en el incendio. Madden testificó más tarde contra Cullen y empezó a escribir el libro durante su juicio, en el que su antiguo proxeneta fue condenado a dieciocho años de prisión.
Por aquel entonces, un grupo de prostitutas impugnó con éxito ante el Tribunal Supremo la constitucionalidad de las leyes de la época victoriana que obligaban a identificar a una acusada como prostituta mediante la mención de condenas anteriores antes de poder condenarla. El éxito de la impugnación provocó la despenalización de facto de la prostitución. Durante este periodo, las prostitutas eran en gran medida independientes y mantenían una buena relación con la Gardaí. El proxenetismo fue ignorado, al igual que los demás delitos anteriormente asociados a la prostitución. Cualquier indicio de prostitución organizada se limitaba a un pequeño número de salones de masaje en un entorno en el que las trabajadoras estaban facultadas para negociar condiciones favorables para sí mismas. Además, el hundimiento de la moral cristiana tras el Concilio Vaticano II creó una industria del sexo amplia, visible y en gran medida tolerada.
La Ley de Derecho Penal (Delitos Sexuales) de 1993 tipificó como delito la prostitución, tanto para las prostitutas como para sus clientes. La prostitución callejera disminuyó y las mujeres acudieron a salones de masaje para evitar ser detenidas. A finales de la década de 1990 regresó la época de los burdeles y de las prostitutas. La sociedad parecía aceptar los establecimientos de prostitución discretos y de interior, y cada semana la revista de ocio In Dublin publicaba anuncios de servicios de acompañantes y "salones de masajes" (burdeles), que solían ser operaciones comerciales de un pequeño número de hombres y mujeres, que sabían que regentar burdeles era ilegal, pero estaban dispuestos a correr el riesgo, dados los enormes beneficios que reportaban. La revista obtenía importantes ingresos de estos anuncios.
La flagrante riqueza de los burdeles irlandeses en la década de 1990 fue tal que los medios de comunicación empezaron a interesarse más. El artículo 23 de la Ley de Justicia Penal (Orden Público) de 1994 prohibió la publicidad de burdeles y prostitución, y en 1999 la Junta de Censura de Publicaciones prohibió a la revista In Dublin publicar anuncios de acompañantes.
También se iniciaron procedimientos penales contra el editor de la revista, Mike Hogan. El caso de la revista In Dublin supuso el fin de la publicidad de acompañantes en las publicaciones impresas. Sin embargo, la supresión de la publicidad tuvo poco efecto, ya que Internet y los teléfonos móviles estaban cambiando la naturaleza del comercio. El primer sitio web de escorts de Irlanda, Escort Ireland, ya se había establecido el año anterior para asumir el papel de In Dublin.
Cabe destacar la frecuente referencia a lo inadecuado de la legislación vigente, pero apenas hubo debate sobre posibles modelos alternativos. Aunque Irlanda tiene el compromiso internacional de proteger el bienestar de las mujeres traficadas a Irlanda con fines de prostitución, apenas hubo debate sobre los derechos y el bienestar de las mujeres irlandesas que ejercen la prostitución. Los violentos asesinatos de las prostitutas Belinda Pereira, residente en el Reino Unido que trabajaba para una agencia de acompañantes de Dublín, el 28 de diciembre de 1996, y Sinead Kelly, una joven prostituta callejera, en 1998, hicieron que se cuestionaran los beneficios de la ley de 1993. Hasta el asesinato de Belinda Periera en un apartamento del centro de la ciudad en el invierno de 1996, el último asesinato de una prostituta mientras trabajaba se produjo en 1925, cuando se encontró el cadáver de Lily O'Neill a las afueras de Dublín.
Benburb Street siguió siendo un barrio de chabolas durante la mayor parte del siglo XX, compuesto por viviendas superpobladas, e incluso después de que el cuartel Collins se convirtiera en museo en 1997, el barrio circundante ha seguido siendo un famoso barrio rojo. En mayo de 1997, se informó de que hasta 100 mujeres seguían ejerciendo la prostitución en Benburb Street.
Tal vez la figura reciente más infame del crimen organizado irlandés conocida por su implicación en la prostitución organizada fue John Traynor, que también fue durante mucho tiempo una fuente confidencial dentro del submundo criminal de Dublín para la periodista de investigación del Sunday Independent Veronica Guerin y que sigue siendo el principal sospechoso de haber organizado presuntamente su asesinato a sueldo en 1996.
En 1999 también se puso en marcha la Operación Gladiator, una investigación de la Garda Siochana sobre quienes se benefician de la prostitución controlada por el crimen organizado. Fue la primera operación desde que la Policía Metropolitana de Dublín tomó medidas enérgicas contra el Monto en 1925 y duró menos de un año, pero en ese tiempo identificó y construyó casos contra varios de los principales kip-keepers de Dublín.

### SigloXXI
La Garda Síochána puso en marcha la Operación Quest en 2003, con el objetivo de hacer frente a la trata de personas, la prostitución y la delincuencia organizada dentro de la industria del baile erótico irlandés, seguida de la Operación Hotel en 2005, con el objetivo de hacer frente a la trata de mujeres procedentes de Europa del Este para trabajar en la industria del sexo en Irlanda. Esencialmente, el marco legal no ha cambiado en veinte años, pero los debates sobre alternativas surgieron en 2011.

## Estatuto jurídico
La prostitución en sí no es un delito en la legislación irlandesa. Sin embargo, la Ley de Derecho Penal (Delitos Sexuales) de 1993 prohíbe solicitar o importunar a otra persona en una calle o lugar público con fines de prostitución (este delito se aplica a la prostituta y al cliente). También prohíbe merodear con fines de prostitución, organizar la prostitución controlando o dirigiendo las actividades de una persona que la ejerce, coaccionar a alguien para que ejerza con fines lucrativos, vivir de las ganancias de otra persona y mantener un burdel u otro local con fines de prostitución.
La publicidad de burdeles y prostitución está prohibida por la Ley de Justicia Penal (Orden Público) de 1994. La edad mínima legal para ejercer la prostitución en Irlanda es de 18 años (existe legislación sobre prostitución infantil para proteger a las personas menores de esa edad). La Ley de Derecho Penal (Trata de Personas y Delitos Sexuales) de 2006 entró en vigor tipificando como delito específico la trata de personas con fines de explotación sexual, aunque la legislación anterior ya abarcaba gran parte de este ámbito.
El 27 de marzo de 2017 entró en vigor la Ley de Derecho Penal (Delitos Sexuales) de 2017, que modifica significativamente la Ley de 1993 para establecer que una persona que pague, dé, ofrezca o prometa pagar o dar a una persona (incluida una prostituta) dinero o cualquier otra forma de remuneración o contraprestación con el fin de mantener relaciones sexuales con una prostituta será culpable de un delito y podrá ser condenada a una multa de hasta 500 euros por un primer delito, y a una multa de hasta 1 000 euros por cada delito posterior.

## Política
El debate sobre la propuesta de reforma de la ley se convirtió en un tema de debate en las elecciones de 2011, con cierto apoyo de los partidos de la oposición que probablemente se convertirán en el nuevo Gobierno. Surgió un grupo de organizaciones no gubernamentales y sindicales que presionaban tanto al Gobierno actual como a los partidos de la oposición para abolir la prostitución, penalizando la compra de sexo, siguiendo el modelo sueco. Al mismo tiempo, quienes apoyaban el statu quo o defendían un enfoque más liberal cuestionaron este argumento. En las siguientes elecciones al Dáil, celebradas el 25 de febrero, Fine Gael (70 escaños) y los laboristas (34 escaños) formaron un nuevo Gobierno. La rama femenina del Partido Laborista apoya la penalización de la compra.
En junio de 2012, el Ministerio de Justicia e Igualdad publicó su documento de debate sobre la futura orientación de la legislación en materia de prostitución. En septiembre de 2012, el Oireachtas elaboró un documento de referencia titulado Prostitution regulation in Ireland: which way now?. A continuación se celebró una conferencia en Dublín organizada por el Ministerio para debatir alternativas políticas. A petición del Ministerio de Justicia e Igualdad, la Comisión de Justicia del Oireachtas celebró audiencias sobre el documento de debate entre diciembre de 2012 y febrero de 2013. Antes de las audiencias, varios de los miembros del comité, como la senadora independiente Katherine Zappone, ya se habían comprometido a prohibir la compra de sexo, y la mayoría de las comunicaciones y presentaciones apoyaron esta medida y se asociaron con Turn Off the Red Light. En junio de 2013, elaboró un informe unánime en el que recomendaba reformar las leyes irlandesas sobre prostitución, incluida la penalización de la compra, y ofrecer servicios a quienes deseen abandonar la prostitución. De los partidos de la oposición, tanto Fianna Fáil (20 escaños) como Sinn Féin (14 escaños) han expresado su apoyo a este enfoque en sus Ardfheiseanna (conferencias de partido) de 2013, con las únicas voces discordantes procedentes del bloque independiente de diputados en el Dáil.
Sin embargo, el Gobierno se ha mostrado reacio a seguir las recomendaciones. En marzo de 2013, el diputado independiente Thomas Pringle presentó en el Dáil un proyecto de ley privado, el Criminal Law (Sexual Offences) (Amendment) Bill 2013, que tipificaría como delito la compra de sexo, en nombre de Turn Off the Red Light, y que obtuvo una segunda lectura en mayo de 2013, recibiendo el apoyo de Fianna Fáil y Sinn Féin. El Gobierno prefirió esperar al informe de la Comisión de Justicia, y el proyecto de ley fue derrotado el 7 de mayo de 2013.
En agosto de 2014, el expresidente estadounidense Jimmy Carter escribió a todos los políticos irlandeses instando a la adopción de la penalización de la compra de sexo. Carter había sido informado por el Consejo de Inmigrantes de Irlanda, una figura destacada en la campaña, traducida al castellano, Apaga la Luz Roja.
En marzo de 2016, la Unión de Estudiantes de Irlanda (USI) aprobó una moción para hacer campaña por la despenalización de las trabajadoras sexuales en Irlanda en su congreso de 2016.
El partido político socialista El Pueblo Antes que el Lucro declaró en agosto de 2020 que apoya la despenalización total del trabajo sexual.

## Formas y extensión de la prostitución
No hay cifras fiables sobre el número estimado de mujeres, principalmente, que trabajan la prostitución en Irlanda, pero una estimación cercana ronda el millar de personas (hombres incluidos). Durante el auge económico de Irlanda aumentó la demanda masculina de servicios de prostitución femenina[cita requerida] Se ha producido un notable aumento de la gente que recurre a Internet y a los sitios como medio más eficaz de publicidad. Durante muchos años, antes de la Ley de Delitos Sexuales de 1993, la mayoría de las prostitutas trabajaban en la calle, pero, desde entonces, las redes de prostitución que operan en agencias de acompañantes organizadas se han convertido en la forma más frecuente. La publicidad en publicaciones impresas sigue siendo ilegal, pero existe un medio publicitario muy desarrollado en Internet. Prostitutas de muchas nacionalidades residen actualmente en Irlanda y Ruhama, una organización que trata de ayudar a las mujeres a abandonar la prostitución, tanto voluntaria como coercitiva, informó al Estado en 2006 de que más de 200 mujeres eran víctimas de la trata a través de agencias de acompañantes en Irlanda.

## Defensa

### Organizaciones
SWAI (Sex Workers Alliance Ireland) es un grupo de defensa de las trabajadoras del sexo en Irlanda. Se formó en 2009 por una alianza de individuos y grupos para promover la inclusión social, la salud, la seguridad, los derechos civiles y el derecho a la autodeterminación de los trabajadores del sexo. Abogan activamente por la despenalización del trabajo sexual en Irlanda y cree que los profesionales del sexo deben ser libres de trabajar en condiciones de seguridad sin miedo, juicio o estigma.
Ugly Mugs Ireland es un plan de seguridad para profesionales del sexo creado en 2009. Reúne a profesionales del sexo para que compartan información sobre posibles peligros. Ruhama (palabra en hebreo traducida como "vida renovada"), fundada en 1989, es una ONG con sede en Dublín dirigida por las Hermanas Católicas de Nuestra Señora de la Caridad, que trabaja a escala nacional con mujeres afectadas por la prostitución y otras formas de explotación sexual comercial. La organización considera la prostitución como violencia contra las mujeres y violación de sus derechos humanos. Ruhama considera que la prostitución y las actitudes sociales y culturales que la sustentan están profundamente arraigadas en la desigualdad de género y la marginación social. Ofrece una serie de servicios de apoyo a las mujeres que ejercen la prostitución y a las que salen de ella. También trata de llamar la atención sobre el tráfico sexual.

### Campañas
Una campaña creada en 2011 para acabar con la prostitución y el tráfico sexual en Irlanda, denominada "Turn Off the Red Ligh", estaba dirigida por una alianza de más de 66 grupos comunitarios, sindicales y religiosos, entre los que se encontraban la Organización Irlandesa de Enfermeras y Matronas, y la Organización Médica Irlandesa.
En respuesta, los profesionales del sexo y los partidarios de la despenalización crearon una contracampaña llamada "Turn Off the Blue Light" para rebatir lo que consideraban información engañosa y presentar una imagen positiva de los profesionales del sexo en Irlanda. Una de las principales quejas contra la campaña "Apaga la luz roja" era que confundía el trabajo sexual legal y consentido con el tráfico ilegal de personas.